# ريتشارد دافيسون
ريتشارد دافيسون (بالإنجليزية: Richard Davison)‏ هو فارس سباق بريطاني، ولد في 20 سبتمبر 1955 في نوتنغهام في المملكة المتحدة.

## وصلات خارجية
- ريتشارد دافيسون على موقع الاتحاد الدولي للفروسية (الإنجليزية)
- ريتشارد دافيسون على موقع FEI (رابط بديل) (الإنجليزية)
- ريتشارد دافيسون على موقع أوليمبيديا (الإنجليزية)
- ريتشارد دافيسون على موقع اللجنة الأولمبية البريطانية (الإنجليزية)